# Brad Tandy
Bradley Edward "Brad" Tandy, född 2 maj 1991 i Ladysmith, är en sydafrikansk simmare.

## Karriär
Tandy tävlade för Sydafrika vid olympiska sommarspelen 2016 i Rio de Janeiro, där han slutade på 6:e plats på 50 meter frisim. Vid olympiska sommarspelen 2020 i Tokyo slutade Tandy på 24:e plats på 50 meter frisim.